# Prepona centralis
Prepona centralis är en fjärilsart som beskrevs av Hans Fruhstorfer 1905. Prepona centralis ingår i släktet Prepona och familjen praktfjärilar. Inga underarter finns listade i Catalogue of Life.